# Puissance spirituelle du verbe
El Puissance spirituelle du verbe (español: Poder Espiritual del Verbo) en acrónimo PSV, es una organización llamada espiritual para África y el despertar del hombre negro en general, fue fundado el 23 de febrero de 1980 por Bavua Ntinu André en el Zaire (actual República Democrática del Congo) y presente en 4 países africanos.
Se trata de una orden iniciática que propugna la purificación espiritual de todo lo existente mediante la limpieza de los cuerpos espirituales, astrales y físicos, por uso del sonido y la luz divina, a través de técnicas y códigos que permiten el contacto con cualquier entidad existente, pero, según su iniciador, hace años que falta la presencia de maestros espirituales y verdaderos profetas en la raza negra, lo que es la causa del atraso de los negros y su desconocimiento de la grandeza del universo, según él.